# Viktoriapark

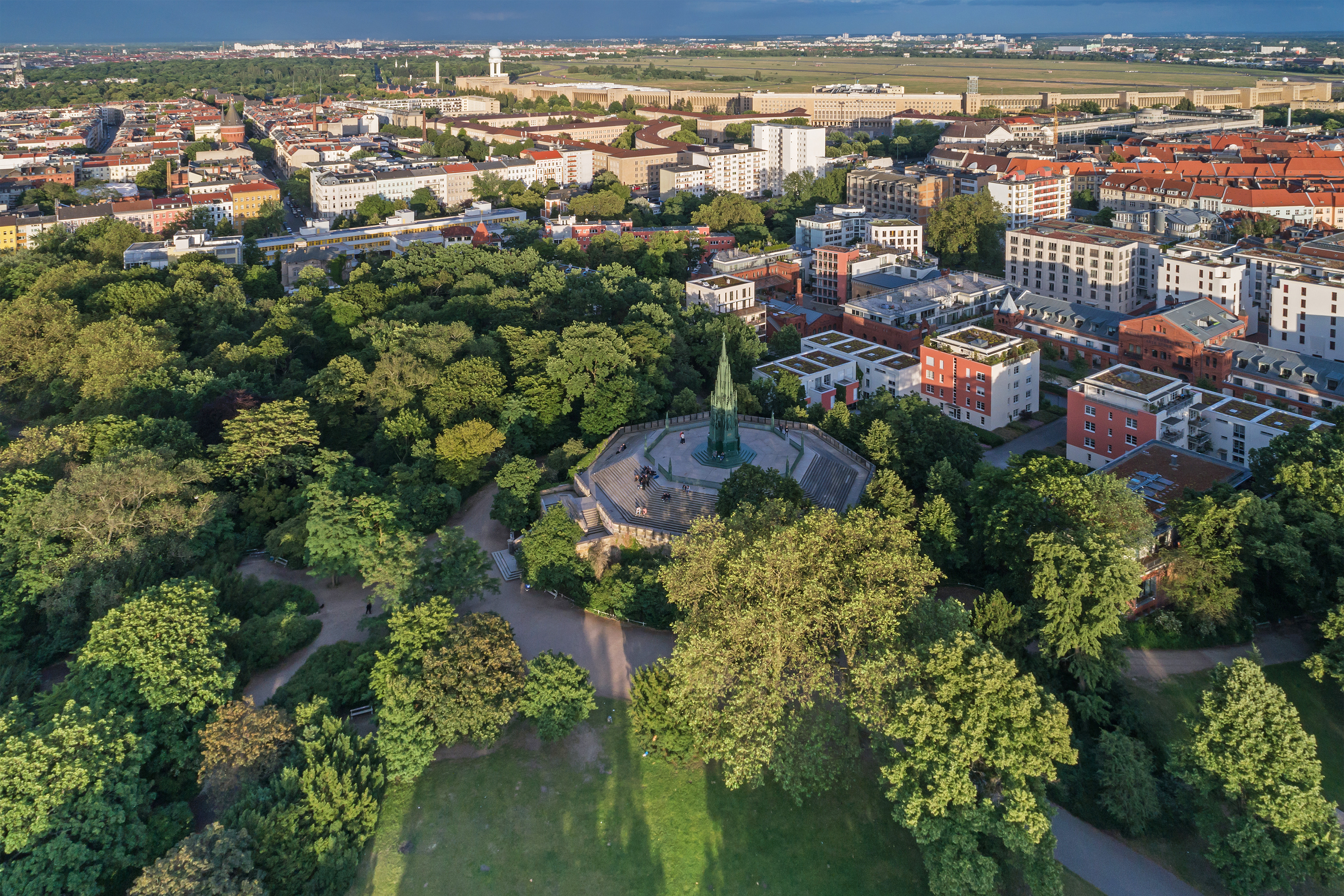
Parque Victoria con el monumento nacional de Schinkel a las Guerras de Liberación.

El Viktoriapark (en español, «parque Victoria») es un parque urbano situado en el distrito berlinés de Kreuzberg. Inaugurado en 1894, debe su nombre a la princesa británica y posterior reina de Prusia Victoria. 
Está situado en los montes Tempelhofer Berge, que forma la vertiente norte de la meseta de morrena de Teltow, y domina el valle glaciar con el centro de Berlín. El monumento más destacado del parque es una escultura de hierro fundido de 1815 dedicada por el rey Federico Guillermo III de Prusia a las guerras de liberación (Befreiungskriege) libradas al final de la Guerra de la Sexta Coalición contra Francia en el transcurso de las Guerras Napoleónicas. Ofrece unas excelentes vistas de gran parte del centro y el sur de la ciudad. En verano, una cascada artificial nace al pie del monumento y discurre ladera abajo hasta la intersección de las calles Großbeerenstraße y Kreuzbergstraße.
Zona vitivinícola histórica, hoy el parque limita con dos pequeños viñedos: uno en el noreste, fundado en 1968 y propiedad del Senado de Berlín, y cultivado por la huerta adyacente, y otro establecido en el verano de 2006 en el barrio Victoria, en la ladera sur de la colina de Kreuzberg. Sin embargo, solo el viñedo viejo produce el vino local «Kreuz-Neroberger», obtenido de cepas donadas por las ciudades gemelas de Wiesbaden (1968) e Ingelheim am Rhein (1975), así como por el condado de Bergstraße (1971 y 1973) y por Bad Bergzabern (1985). Cada año se prensan unas 600 botellas.

## Historia

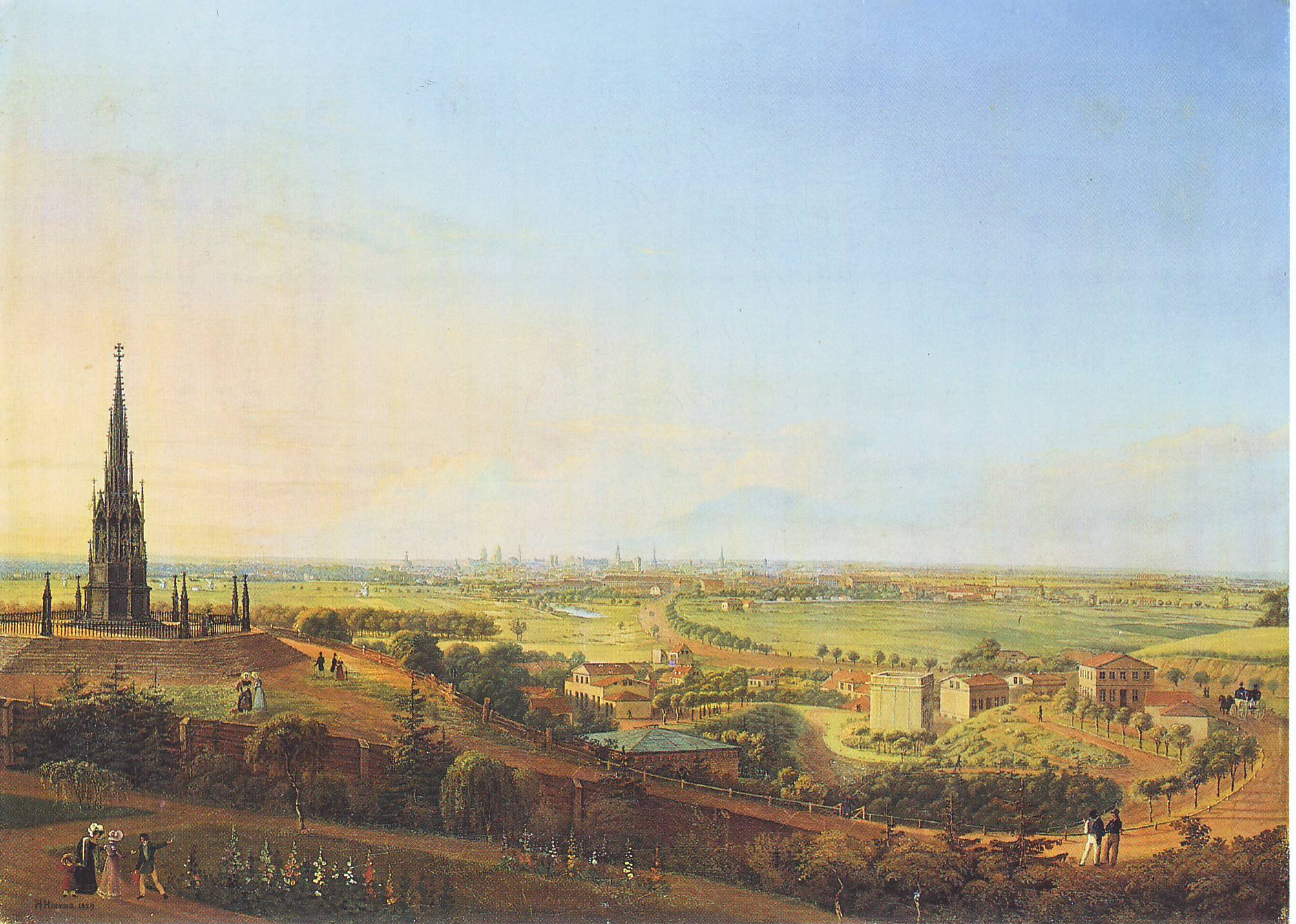
Vista desde el Kreuzberg, 1829

En 1821 se inauguró el Monumento Nacional Prusiano de estilo neoclásico a las Guerras de Liberación, obra del arquitecto Karl Friedrich Schinkel  en la cima del promontorio de 66 m situado al oeste de la carretera de Tempelhof, entonces conocido como Tempelhofer Berg o Runder Berg (es decir, Tempelhof o colina redonda). El rey rebautizó la colina con el nombre de Kreuzberg, en honor a la Cruz de Hierro (Eisernes Kreuz) situada en la cima del monumento, y en septiembre de 1921 se convirtió en el nombre del distrito de Kreuzberg, creado por la Ley del Gran Berlín de 1920. El monumento sólo comprendía una pequeña parcela de terreno de unos 2.839,83 m2; los campos circundantes eran propiedades privadas.
Como la zona circundante, incorporada a Berlín en 1861 como Tempelhofer Vorstadt, se había convertido en un suburbio densamente edificado, en 1879 Guido von Madai, presidente de la policía real, decretó que la altura máxima de los edificios en las calles adyacentes sería de 12 m para mantener la visibilidad del monumento. El año anterior se había elevado mediante una estructura de 8 m. Sin embargo, la ordenanza fue anulada por la innovadora «sentencia Kreuzberg» de 1882 del tribunal administrativo real prusiano, que declaraba que la policía había excedido su autoridad para garantizar la seguridad pública.
Con motivo de la elevación del monumento surgieron ideas para diseñar un parque alrededor. Dos años más tarde, Hermann Mächtig (*1837-1909), director de jardines de la ciudad de Berlín desde 1877, presentó un diseño que ya utilizaba el nombre de Parque Victoria, en honor a la princesa Victoria de Gran Bretaña e Irlanda, princesa consorte de la corona prusiana y alemana. Sin embargo, el parlamento de la ciudad no se decidió por la construcción de un parque hasta el 29 de marzo de 1886. El 14 de diciembre de 1887, Berlín adquirió a varios propietarios 8,5 ha de terreno sin edificar, la mayoría al norte y al oeste del monumento. Justo al sur se encontraba la fábrica de cerveza Tivoli (fundada en 1857, fusionada con Schultheiss a partir de 1891 y cerrada en 1993), y en el este y el noreste se habían desarrollado villas bastante cerca del monumento. Se compraron algunas parcelas edificadas en el lado sur de la Kreuzbergstraße y se demolieron las casas para poder acceder a ellas.
El 28 de junio de 1888, el parlamento de la ciudad se decidió por el diseño de Mächtig, que tuvo que cambiar sus planes de exuberantes cascadas de agua por una más naturalista. Así que Mächtig y el escultor Albert Manthe viajaron por los Montes Gigantes para visitar cascadas naturales y buscar inspiración. A su regreso, Mächtig comenzó a modelar y construir el parque con la ayuda de un capataz de confianza. No fue hasta el 25 de marzo de 1891 cuando el parlamento de la ciudad aprobó los diseños modificados de la cascada de Mächtig. Mächtig aprovechó la topografía de un antiguo arenal para diseñar una cascada en forma de altiplano en la ladera norte del Kreuzberg, dirigida en su eje hacia la Großbeerenstraße, llamada así por la batalla homónima. Para la cascada, Mächtig utilizó trozos de roca de los Montes Gigantes y cantos rodados. Algunos autores afirman que la cascada de Kreuzberg tomó como modelo las cataratas de Zackel, en la entonces Steinbach (rebautizadas Kamieńczyk después de 1945), en la Baja Silesia, pero Nungesser lo pone en duda.Otra opinión es que tomó como modelo las cataratas de Hain, en los Montes de los Gigantes, rebautizadas después de 1945 como cataratas de Podgórna. El Wolfsschlucht (literalmente, «barranco del lobo»), diseñado en otra gravera explotada al este del monumento, siguió el ejemplo homónimo de Adersbach/Adršpach, en los Montes de los Gigantes.

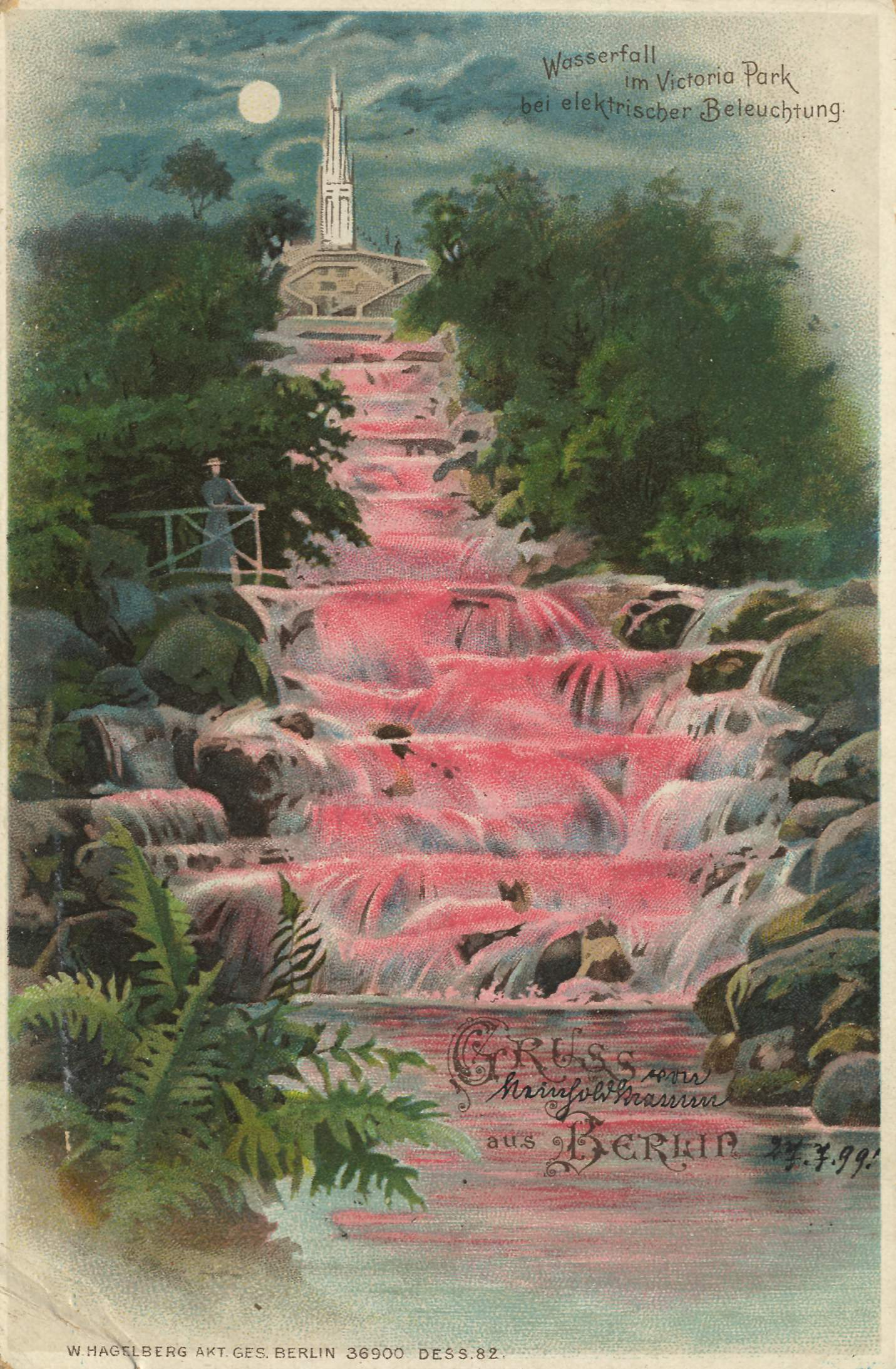
Cascada de Kreuzberg con la llamada iluminación eléctrica de Bengala, 1898-1914.

El 14 de octubre de 1893, la cascada funcionó por primera vez en modo de prueba. Los motores de gas de una casa de máquinas vecina  bombeaban el agua. Desde el verano de 1894, el agua cae en cascada desde una altura de 24 m hasta el pequeño estanque inferior a una velocidad de 13 000 l por minuto. Entre 1898 y la Primera Guerra Mundial, la cascada se iluminó eléctricamente por la noche con una luz que se asemejaba al fuego de Bengala. Sin embargo, el funcionamiento de la cascada se interrumpió entre 1914 y 1935, y de nuevo entre 1938 y 1961.

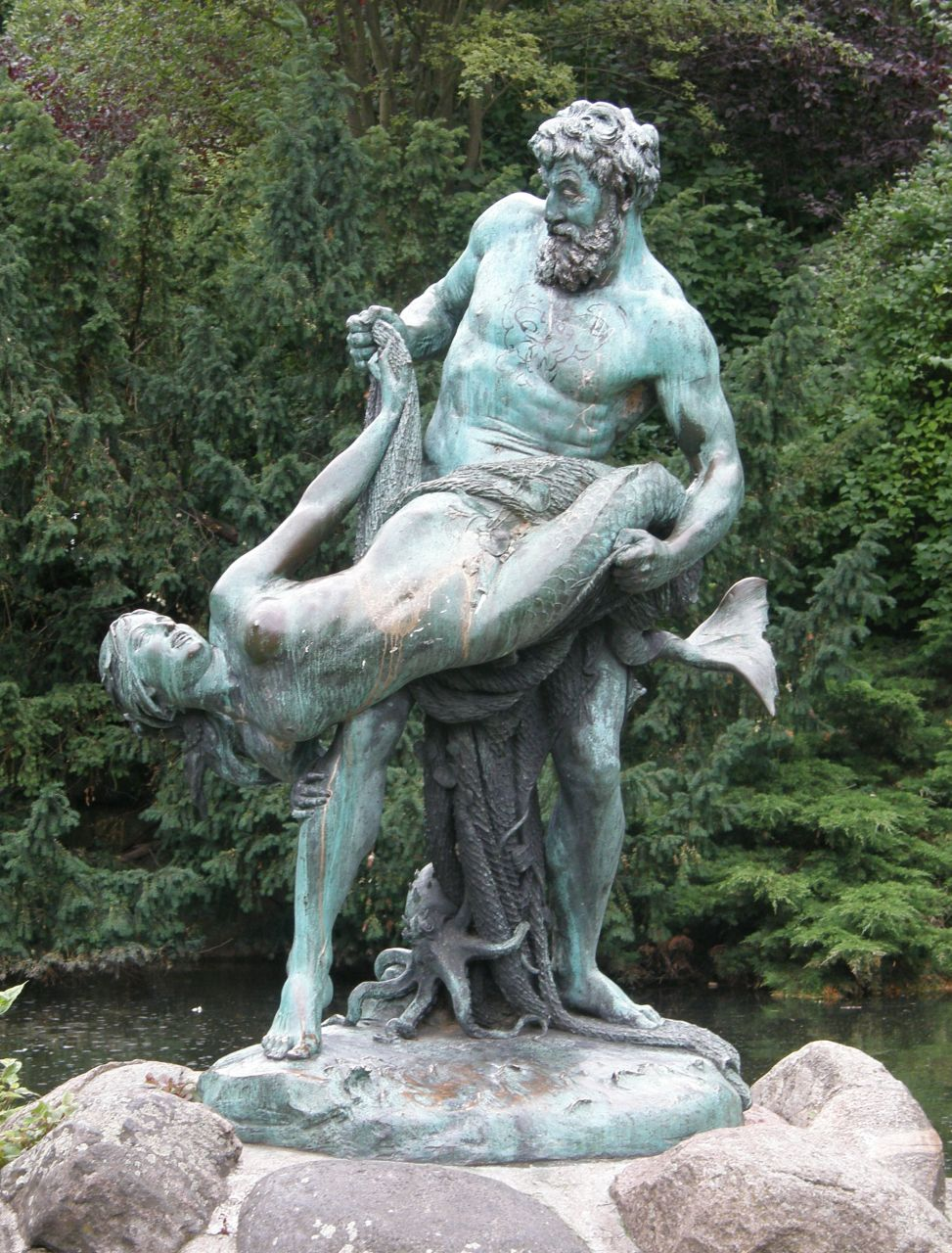
El raro botín de Herter, 1896.

El diseño del parque de Mächtig aprovechó la topografía natural de la colina de Kreuzberg, lo que dio lugar al actual carácter montañoso con variadas formas paisajísticas: laderas boscosas empinadas, diminutas terrazas, miradores, laderas cubiertas de césped, interrumpidas por árboles y arbustos, y conectadas por caminos, rampas, serpenteantes zigzags y escaleras. Además, el parque está adornado con esculturas y monumentos. En el estanque inferior de la cascada, frente al final de la Großbeerenstraße, se erigió en 1896 la escultura de bronce Der seltene Fang (El raro botín), de Ernst Herter, que muestra, con alusiones eróticas apenas disimuladas, a un pescador luchando por atrapar a una sirena.
En el verano de 1944, la Organización Todt, que también empleó a prisioneros soviéticos en Blücherplatz, comenzó a excavar cinco túneles en la ladera norte de Kreuzberg desde la calle Kreuzbergstraße. Los túneles semiacabados se utilizaron como refugios antiaéreos, y la construcción continuó hasta febrero de 1945. El 30 de enero de 1944, las bombas británicas dejaron tras de sí una estela de devastación que iba desde una manzana al norte de la Großbeerenstraße, por encima de la cascada, hasta el monumento, dinamitando el borde sur de la estructura octogonal de zócalo que entonces se utilizaba como lugar seguro para los vaciados de diversas esculturas, como la Cuadriga de la Puerta de Brandemburgo. Los vaciados fueron trasladados desde el edificio abierto de zócalo a finales de la década de 1940.

## Referencias

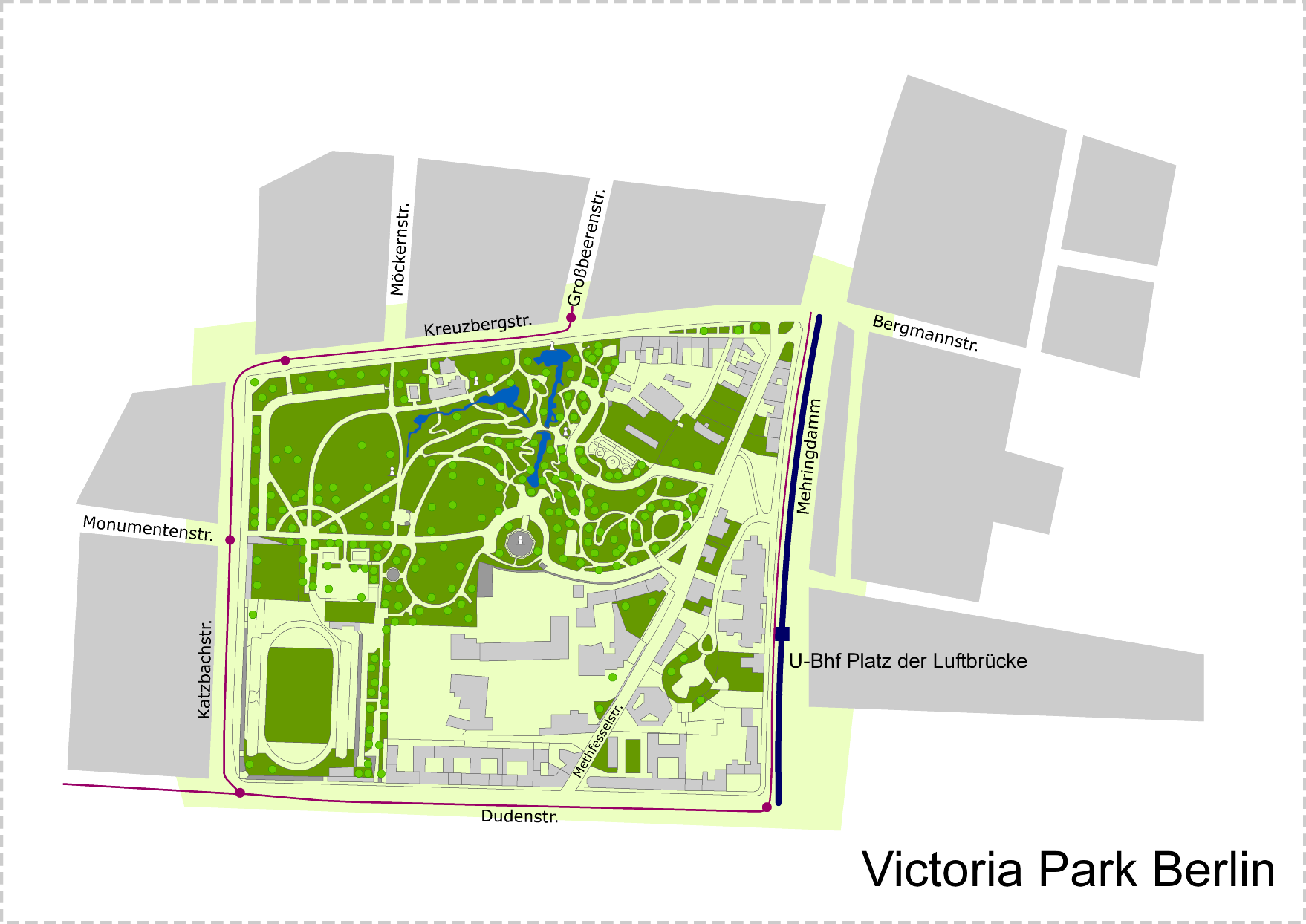
Plano del Viktoriapark con algunas calles adyacentes